# 6-та гірська дивізія СС «Норд»
6-та гірська дивізія СС «Норд» — німецька гірська дивізія у складі військ Ваффен-СС, що брала участь у бойових діях на Східному та Західному фронтах під час Другої світової війни.

## Історія
Підрозділ сформовано у 1941 році, як бойова група «Норд», до якої ввійшли 6-й, 7-й та 9-й штандарти «Мертва голова», до яких був приєднаний батальйон зв'язку зі складу дивізії посилення СС.
Вперше бойова група взяла участь у боях на північній ділянці радянсько-німецького фронту під час невдалого наступу на Мурманськ.
Наприкінці 1941 року бойова група була розгорнута до дивізії. Особовий склад дивізії набирався як з німців рейху (рейхсдойче), а також з етнічних німців інших країн (фольксдойче).
У дивізії не було високих результатів у боях з Червоною армією. На північному напрямку дивізія була до вересня 1944 року, коли її переформували у гірськострілецьку дивізію. Перебуваючи в ар'єргарді XVIII гірськострілецького корпусу, дивізія прикривала відступ військ з Лапландії до Норвегії.
Наприкінці 1944 року дивізію було морем переправлено до Данії, де вона приєдналася до німецьких частин, які воювали на Східному фронті. При транспортуванні дивізію було розпорошено, з перших підрозділів дивізії, що прибули до Данії, було утворено бойову групу СС «Норд». У грудні 1944 року дивізія була вже у Німеччині. Дивізія взяла участь у заключній стадії наступу в Арденнах. При відступі через Саар дивізія знову поєдналася.
Розрізнені підрозділи дивізії були додані до інших підрозділів СС. Останні частини здалися в полон американцям в Баварії.

## Зміни назв
Хронологічно порядок перейменування був наступним:
- Березень 1941:СС бойова група «Норд» («SS-Kampfgruppe „Nord“»)
- Червень 1941: СС дивізія «Норд» («SS-Division „Nord“»)
- Травень 1942: СС гірська дивізія «Норд» («SS-Gebirgs-Division „Nord“»)
- Жовтень 1943: 6-та гірська дивізія СС «Норд» («6.SS-Gebirgs-Division „Nord“»)

## Дивізійні емблеми та однострій
Дивізія вважалася за повноцінну німецьку, тому особовий склад на чорних петлицях використовував стандартні руни СС. Але деякі військовики продовжували використовувати петлиці з «мертвою головою».
Особовий склад полків «Рейнгард Гейдріх» («Reinhard Heydrich») та «Міхаель Гайссмайр» («Michael Gaissmair») носив чорні манжетні стрічки, завширшки 32 мм, з назвою своїх полків. Дивізійних стрічок не існувало, але деякі військовики використовували стрічки регіонального відділення Загальних СС (Альгемайне СС) «Норд». Лижний батальйон «Norge», під час служби у дивізії носив стрічки з назвою підрозділу.
В зв'язку з тим, що дивізія була гірськострілецька, то військовики дивізії на правому рукаві носили шеврон з едельвейсом. Також металеву емблему едельвейса носили на кепі. Канти погонів, та підкладка погонів (офіцери) були військового світло-зеленого кольору

## Райони бойових дій
- Німеччина (лютий — червень 1941);
- Фінляндія та СРСР (північний напрямок) (червень 1941 — листопад 1944);
- Норвегія та Данія (листопад 1944 — січень 1945);
- Західна Німеччина (січень — квітень 1945)
- Австрія (квітень — травень 1945).

## Командири дивізії
- Бригадефюрер СС та Генерал-майор Ваффен-СС Карл Геррманн (28 лютого 1941 — 15 травня 1941)
- Бригадефюрер СС та Генерал-майор Ваффен-СС Карл Марія Демельгубер (15 травня 1941 — 1 квітня 1942)
- Бригадефюрер СС та Генерал-майор Ваффен-СС Маттіас Кляйнгайстеркамп (1 квітня 1942 — 20 квітня 1942)
- Оберфюрер СС Ганс Шайдер (20 квітня 1942 — 14 червня 1942)
- Группенфюрер СС та Генерал-лейтенант Ваффен-СС Маттіас Кляйнгайстеркамп (14 червня 1942 — 15 січня 1944)
- Группенфюрер СС та Генерал-лейтенант Ваффен-СС Лотар Дебес (15 січня 1944 — 14 червня 1944)
- Обергруппенфюрер СС та Генерал Ваффен-СС і Поліції Фрідріх-Вільгельм Крюгер (14 червня 1944 — 23 серпня 1944)
- Оберфюрер СС Густав Ломбард (23 серпня 1944 — 1 вересня 1944)
- Группенфюрер СС та Генерал-лейтенант Ваффен-СС і Поліції Карл Бреннер (1 вересня 1944 — 3 квітня 1945)
- Штандартенфюрер СС Франц Шрайбер (3 квітня 1945 — 8 травня 1945)

## Склад дивізії
- 11-й Гірськострілецький Полк СС «Рейнгард Гейдріх»
- 12-й Гірськострілецький Полк СС «Міхаель Гайсмайр»
- 6-й Гірський Артилерійський Полк СС
- 506-й Моторизований Поліцейський Гренадерський Батальйон СС
- 6-й Гірський Розвідувальний Батальйон СС
- 6-й Гірський Протитанковий Батальйон СС
- 6-та Батарея Штурмових гармат СС
- 6-й Зенітний Батальйон СС
- 6-й Гірський Саперний Батальйон СС
- 6-й Гірський Батальйон зв'язку СС
- 6-та Санітарна Рота СС
- 6-та Самохідна Ремонтна Рота СС
- 6-й Моторизований Стрілецький Батальйон СС

## НагородженіЛицарським хрестом Залізного хреста
За час існування дивізії 6 осіб її особового складу були нагороджені Лицарським хрестом Залізного хреста.

### Лицарський хрест Залізного хреста (6)
- Готтліб Ренц — Гауптштурмфюрер СС, командир 6-го Стрілецького Батальйону СС (12 серпня 1944)
- Гюнтер Деген — Гауптштурмфюрер СС, командир 1-го Батальйону 11-го Гірськострілецького Полку СС «Рейнгард Гейдріх»(7 жовтня 1944)
- Фрідріх-Вільгельм Крюгер — Обергруппенфюрер СС та Генерал Ваффен-СС і Поліції, командир 6-ї Гірської Дивізії СС «Норд» (22 жовтня 1944)
- Франц Шрайбер — Штандартенфюрер СС, командир 12-го Гірськострілецького Полку СС «Міхаель Гайсмайр» (26 грудня 1944)
- Карл Бреннер — Группенфюрер СС та Генерал-лейтенант Ваффен-СС і Поліції, командир 6-ї Гірської Дивізії СС «Норд» (27 грудня 1944)
- Ганс Бауер — Оберштурмфюрер СС, командир 3-ї роти 506-го Панцергренадерського Батальйону СС (5 квітня 1945)

## Відео
- 6. SS Gebirgs-Division «Nord» [Архівовано 5 квітня 2022 у Wayback Machine.]
- 6th SS Gebirgs Division «Nord»  [Архівовано 2 жовтня 2016 у Wayback Machine.]